# (468412) 2016 GF191
(468412) 2016 GF191 es un asteroide perteneciente al cinturón de asteroides, descubierto el 14 de febrero de 2010 por el equipo Spacewatch desde el Observatorio Nacional de Kitt Peak (Arizona, Estados Unidos).